# Seiko SA
Seiko Sports Association was een voetbalclub uit Hongkong.
De club werd in 1970 opgericht en ondersteund door Seiko. Binnen twee jaar promoveerde de club van het derde niveau naar de Hong Kong First Division League. Daar zou de club negen keer kampioen worden waaronder zeven seizoenen op rij tussen 1978 en 1985. Ook won de club diverse bekertoernooien. In 1986 werd de club opgeheven.

## Erelijst
Hong Kong First Division League: 1972/73, 1974/75, 1978/79, 1979/80, 1980/81, 1981/82, 1982/83, 1983/84, 1984/85
Hong Kong Senior Challenge Shield: 1972/73, 1973/74, 1975/76, 1976/77, 1978/79, 1979/80, 1980/81, 1984/85
Hong Kong FA Cup: 1974/75, 1975/76, 1977/78, 1979/80, 1980/81, 1985/86
Hong Kong Viceroy Cup: 1972/73, 1977/78, 1978/79, 1983/84, 1984/85, 1985/86

## Bekende oud-spelers en trainers
- Wu Kwok Hung (1972-86)
- Loek Bijl (1980)
- Chris Dekker (1980–81)
- Jean Colombain (1981–82)
- Joop Wildbret (1981–85)
- Theo de Jong (1981–84)
- Cees Storm (1981–1982)
- Peter Matena (1980)
- Gerrie Mühren (1981–83)
- Dick Nanninga (1982–83)
- Jan Verheijen (1982–83)
- André Maas (1983 trainer)
- Arie Haan (1983–84)
- Olli Isoaho (1983–84)
- Karel Bonsink (1983–84)
- René van de Kerkhof (1984–85)
- George Knobel (1981, 1983 trainer)
- Bert Jacobs (1980, 1982 trainer)
- David Mitchell (1984-85)
- Benny Wendt (1983-84)
- Tony Morley (1985-86)